# Бозарал (озеро, Аралагашский сельский округ)
Бозарал (каз. Бозарал) — озеро в Аралагашском сельском округе Аккайынского района Северо-Казахстанской области Казахстана. Находится в 16 км к юго-западу от посёлка Смирновский. В 5 км к востоку от села Аралагаш.
По данным топографической съёмки 1940-х годов, площадь поверхности озера составляет 5,02 км². Наибольшая длина озера — 3,8 км, наибольшая ширина — 1,5 км. Длина береговой линии составляет 11 км, развитие береговой линии — 1,37. Озеро расположено на высоте 127,9 м над уровнем моря.